# 63-й бомбардировочный авиационный полк
Не следует путать с 63-м бомбардировочным авиационным полком ВВС Черноморского флота
63-й бомбардировочный авиационный Керченский Краснознамённый полк  (он же 63-й скоростной бомбардировочный авиационный полк, 63-й ночной бомбардировочный авиационный полк) — воинское подразделение Вооружённых сил СССР в Великой Отечественной войне.

## История
Полк сформирован на базе части эскадрилий 3-го лёгкого бомбардировочного полка к началу марта 1940 года. Принимал участие в Зимней войне
В составе действующей армии с 22 июня 1941 по 24 сентября 1941, с 23 октября 1942 по 4 сентября 1944 и с 6 декабря 1944 по 9 мая 1945 года.
На 22 июня 1941 года базировался на аэродроме в Куусику, имея в наличии 63 СБ. 22 июня 1941 года перелетел на аэродром Платоне под Митавой. С первого дня войны осуществляет боевые вылеты, производя бомбардировку немецких войск в Прибалтике, в конце июня 1941 года получил материальную часть от 50-го бомбардировочного полка.
В течение июля-сентября 1941 года ведёт боевую деятельность на Северо-Западном фронте, 24 сентября 1941 года выведен в резерв.
23 октября 1942 года прибыл в 132-ю бомбардировочную авиационную дивизию имея в наличии 20 бомбардировщиков «Бостон» Б-3. Действовал на этих бомбардировщиках всю войну, в основном использовался как ночной бомбардировочный полк.
В 1942 году ведёт боевую деятельность в районе Туапсе, так, 25 октября 1942 года наносит удар по позициям вражеских войск в районе села Шаумян.
Весной 1943 года базировался на аэродроме в Адлере. Наносил удары по кораблям и самолётам и переправам в Керченском проливе, производил бомбардировку аэродрома Владиславовка. С 26 февраля 1943 года по 5 апреля 1943 года полк потерял не вернувшимися с боевых заданий 8 экипажей: 3 — из района косы Чушка (один из них упал в залив Денский), 1 — из района станицы Варениковская, 4 — из района Анапа-Темрюк (сбиты истребителями из состава JG 52 14 марта 1943 года, когда полк вылетал на бомбардировку порта Темрюк)
Осенью 1943 года в ходе Новороссийско-Таманской операции бомбит укрепления так называемой «Голубой линии», затем отступающие по Таманскому полуострову немецкие войска
С 10 апреля 1944 года (в ночь на 11 апреля) участвует в штурме Керчи, подавляет вражескую артиллерию в Булганаке, Грязевой Пучине, Горе Куликовой, Катерлезе, затем наносит удары по эшелонам на станции Багерово и на перегоне Багерово — Тышляр. На 23 апреля 1944 года базируется на аэродроме Михайловка, рядом с Джанкоем, производит бомбардировки Севастополя, после его освобождения переброшен в Белоруссию, где действует в составе 2-го Белорусского фронта, начиная с Бобруйской операции.
4 сентября 1944 года выведен на переформирование и доукомплектование, базировался на аэродроме Шаталово Смоленской области, рядом с городом Починок. 6 декабря 1944 года перелетел на аэродром Мачулищи близ Минска, в 1945 году базируется на аэродроме близ Модлина, затем близ Плоцка и последний аэродром находился на западном берегу Одера.
Так 19 января 1945 года бомбил скопления войск на станции Найденбург, на восточном берегу реки Одер, немного южнее Штеттина. 24 апреля 1945 года — Потеронсдорф. Последние вылеты в ходе войны совершает на морскую базу Свинемюнде.
После победы в войне, отдельные военнослужащие полка в составе сводной авиационной группы участвовали в воздушном параде победы над Красной площадью.
В составе полка в послевоенное время служил Пётр Пирогов, впоследствии перелетевший на самолёте на Запад и обосновавшийся в США.

## Полное наименование
- 63-й бомбардировочный авиационный Керченский Краснознамённый полк

## Подчинение
| Дата            | Фронт (округ)                                       | Армия                | Корпус                                  | Дивизия                                           | Примечания                                |
| --------------- | --------------------------------------------------- | -------------------- | --------------------------------------- | ------------------------------------------------- | ----------------------------------------- |
| 22.06.1941 года | Северо-Западный фронт                               | -                    | -                                       | 4-я смешанная авиационная дивизия                 | -                                         |
| 01.07.1941 года | Северо-Западный фронт                               | -                    | -                                       | 4-я смешанная авиационная дивизия                 | -                                         |
| 10.07.1941 года | Северо-Западный фронт                               | -                    | -                                       | 4-я смешанная авиационная дивизия                 | -                                         |
| 01.08.1941 года | Северо-Западный фронт                               | -                    | -                                       | 4-я смешанная авиационная дивизия                 | -                                         |
| 01.09.1941 года | Северо-Западный фронт                               | 27-я армия           | -                                       | 4-я смешанная авиационная дивизия                 | -                                         |
| 01.10.1941 года | -                                                   | -                    | -                                       | -                                                 | данных нет, находился на переформировании |
| 01.11.1941 года | -                                                   | -                    | -                                       | -                                                 | данных нет, находился на переформировании |
| 01.12.1941 года | -                                                   | -                    | -                                       | -                                                 | данных нет, находился на переформировании |
| 01.01.1942 года | Приволжский военный округ                           | -                    | -                                       | -                                                 | на переформировании                       |
| 01.02.1942 года | Приволжский военный округ                           | -                    | -                                       | -                                                 | на переформировании                       |
| 01.03.1942 года | Приволжский военный округ                           | -                    | -                                       | -                                                 | на переформировании                       |
| 01.04.1942 года | Приволжский военный округ                           | -                    | -                                       | -                                                 | на переформировании                       |
| 01.05.1942 года | Приволжский военный округ                           | -                    | -                                       | -                                                 | на переформировании                       |
| 01.06.1942 года | Резерв Ставки ВГК                                   | -                    | -                                       | -                                                 | -                                         |
| 01.07.1942 года | -                                                   | -                    | -                                       | -                                                 | данных нет                                |
| 01.08.1942 года | Закавказский фронт                                  | -                    | -                                       | -                                                 | -                                         |
| 01.09.1942 года | Закавказский фронт                                  | -                    | -                                       | -                                                 | -                                         |
| 01.10.1942 года | Закавказский фронт                                  | -                    | -                                       | -                                                 | -                                         |
| 01.11.1942 года | Закавказский фронт (Черноморская группа войск)      | 5-я воздушная армия  | -                                       | 132-я бомбардировочная авиационная дивизия        | -                                         |
| 01.12.1942 года | Закавказский фронт (Черноморская группа войск)      | 5-я воздушная армия  | -                                       | 132-я бомбардировочная авиационная дивизия        | -                                         |
| 01.01.1943 года | Закавказский фронт (Черноморская группа войск)      | 5-я воздушная армия  | -                                       | 132-я бомбардировочная авиационная дивизия        | -                                         |
| 01.02.1943 года | Закавказский фронт (Черноморская группа войск)      | 5-я воздушная армия  | -                                       | 132-я бомбардировочная авиационная дивизия        | -                                         |
| 01.03.1943 года | Северо-Кавказский фронт (Черноморская группа войск) | 5-я воздушная армия  | -                                       | 132-я бомбардировочная авиационная дивизия        | -                                         |
| 01.04.1943 года | Северо-Кавказский фронт                             | 5-я воздушная армия  | -                                       | 132-я бомбардировочная авиационная дивизия        | -                                         |
| 01.05.1943 года | Северо-Кавказский фронт                             | 4-я воздушная армия  | -                                       | 132-я бомбардировочная авиационная дивизия        | -                                         |
| 01.06.1943 года | Северо-Кавказский фронт                             | 4-я воздушная армия  | -                                       | 132-я бомбардировочная авиационная дивизия        | -                                         |
| 01.07.1943 года | Северо-Кавказский фронт                             | 4-я воздушная армия  | -                                       | 132-я ночная бомбардировочная авиационная дивизия | -                                         |
| 01.08.1943 года | Северо-Кавказский фронт                             | 4-я воздушная армия  | -                                       | 132-я ночная бомбардировочная авиационная дивизия | -                                         |
| 01.09.1943 года | Северо-Кавказский фронт                             | 4-я воздушная армия  | -                                       | 132-я ночная бомбардировочная авиационная дивизия | -                                         |
| 01.10.1943 года | Северо-Кавказский фронт                             | 4-я воздушная армия  | -                                       | 132-я ночная бомбардировочная авиационная дивизия | -                                         |
| 01.11.1943 года | Северо-Кавказский фронт                             | 4-я воздушная армия  | -                                       | 132-я ночная бомбардировочная авиационная дивизия | -                                         |
| 01.12.1943 года | -                                                   | 4-я воздушная армия  | -                                       | 132-я ночная бомбардировочная авиационная дивизия | -                                         |
| 01.01.1944 года | -                                                   | 4-я воздушная армия  | -                                       | 132-я бомбардировочная авиационная дивизия        | -                                         |
| 01.02.1944 года | -                                                   | 4-я воздушная армия  | -                                       | 132-я бомбардировочная авиационная дивизия        | -                                         |
| 01.03.1944 года | -                                                   | 4-я воздушная армия  | -                                       | 132-я ночная бомбардировочная авиационная дивизия | -                                         |
| 01.04.1944 года | -                                                   | 4-я воздушная армия  | -                                       | 132-я ночная бомбардировочная авиационная дивизия | -                                         |
| 01.05.1944 года | 4-й Украинский фронт                                | 8-я воздушная армия  | -                                       | 132-я бомбардировочная авиационная дивизия        | -                                         |
| 01.06.1944 года | 1-й Белорусский фронт                               | 16-я воздушная армия | 6-й смешанный авиационный корпус        | 132-я бомбардировочная авиационная дивизия        | -                                         |
| 01.07.1944 года | 1-й Белорусский фронт                               | 16-я воздушная армия | 6-й смешанный авиационный корпус        | 132-я бомбардировочная авиационная дивизия        | -                                         |
| 01.08.1944 года | 1-й Белорусский фронт                               | 6-я воздушная армия  | 6-й смешанный авиационный корпус        | 132-я бомбардировочная авиационная дивизия        | -                                         |
| 01.09.1944 года | 1-й Белорусский фронт                               | 6-я воздушная армия  | 6-й смешанный авиационный корпус        | 132-я бомбардировочная авиационная дивизия        | -                                         |
| 01.10.1944 года | Белорусский военный округ                           | -                    | -                                       | -                                                 | -                                         |
| 01.11.1944 года | Белорусский военный округ                           | -                    | -                                       | -                                                 | -                                         |
| 01.12.1944 года | Белорусский военный округ                           | -                    | -                                       | -                                                 | -                                         |
| 01.01.1945 года | 2-й Белорусский фронт                               | 4-я воздушная армия  | 5-й бомбардировочный авиационный корпус | 132-я бомбардировочная авиационная дивизия        | -                                         |
| 01.02.1945 года | 2-й Белорусский фронт                               | 4-я воздушная армия  | 5-й бомбардировочный авиационный корпус | 132-я бомбардировочная авиационная дивизия        | -                                         |
| 01.03.1945 года | 2-й Белорусский фронт                               | 4-я воздушная армия  | 5-й бомбардировочный авиационный корпус | 132-я бомбардировочная авиационная дивизия        | -                                         |
| 01.04.1945 года | 2-й Белорусский фронт                               | 4-я воздушная армия  | 5-й бомбардировочный авиационный корпус | 132-я бомбардировочная авиационная дивизия        | -                                         |
| 01.05.1945 года | 2-й Белорусский фронт                               | 4-я воздушная армия  | 5-й бомбардировочный авиационный корпус | 132-я бомбардировочная авиационная дивизия        | -                                         |

## Командиры
- полковник Фёдоров, Иван Логинович
- подполковник Тоцкий Василий Варфоломеевич
- подполковник Кокорев Александр Валентинович
- подполковник Долгушев Геннадий Константинович
- подполковник Огнев, Валерий Евдокимович (август 1977 — ноябрь 1989)

## Награды и наименования
| Награда                | Дата       | За что получена |
| ---------------------- | ---------- | --- |
| Орден Красного Знамени | 07.08.1943 | За образцовое выполнение заданий командования на фронте борьбы с немецкими захватчиками и проявленные при этом доблесть и мужество Указом Президиума Верховного Совета СССР от 7 августа 1943 года награждён орденом Красного Знамени. |
| Керченский             | 24.04.1945 | |

## Отличившиеся воины полка
| Награда | Ф. И. О.                       | Должность                        | Звание            | Дата награждения | Данные о вылетах | Примечания |
| ------- | ------------------------------ | -------------------------------- | ----------------- | ---------------- | --- | ---------- |
|         | Арсеньев, Николай Лаврентьевич | командир эскадрильи              | капитан           | 18.08.1945       | 327 боевых вылетов, уничтожил на аэродромах 35 вражеских самолётов и 5 в воздушных боях                                           | -          |
|         | Брагинец, Николай Григорьевич  | командир звена                   | старший лейтенант | 19.05.1940       | - | -          |
|         | Корнеев, Иван Александрович    | заместитель командира пола       | майор             | 18.08.1945       | 57 боевых вылетов | посмертно  |
|         | Хальзев, Александр Иванович    | заместитель командира эскадрильи | старший лейтенант | 19.08.1944       | к маю 1945 года более 300 боевых вылетов, из них 289 — ночных, уничтожил на аэродромах 28 вражеских самолётов и 1 в воздушном бою | -          |

## Благодарности Верховного Главнокомандующего
Воинам полка в составе 132-й бомбардировочной авиационной дивизии объявлены благодарности Верховного Главнокомандующего:
- За отличие в боях при овладении штурмом крепостью и важнейшей военно-морской базой на Чёрном море городом Севастополь[2].
- За отличие в боях при вторжении в Восточную Пруссию и за овладение городами Найденбург, Танненберг, Едвабно и Аллендорф — важными опорными пунктами обороны немцев[3].
- За отличие в боях при овладении городами городами Восточной Пруссии Остероде и Дойч-Эйлау — важными узлами коммуникаций и сильными опорными пунктами обороны немцев[4].
- За отличие в боях при овладении городом Штольп — важным узлом железных и шоссейных дорог и мощным опорным пунктом обороны немцев в Северной Померании[5].
- За отличие в боях при овладении главным городом Померании и крупным морским портом Штеттин, а также занятии городов Гартц, Пенкун, Казеков, Шведт[6].
- За отличие в боях при овладении городами и важными узлами Анклам, Фридланд, Нойбранденбург, Лихен и вступлении на территорию провинции Мекленбург[7].
- За отличие в боях при овладении портом и военно-морской базой Свинемюнде — крупным портом и военно-морской базой немцев на Балтийском море[8].
- За отличие в боях при форсировании пролива Штральзундерфарвассер и овладении островом Рюген[9].